# Bernhard Krug

Bernhard Krug im Atelier Haus Osthoff, Dülmen 2008

Bärbele und Bernhard Krug vor ihrem Haus Osthoff, Dülmen 2008

Bernhard Krug (* 1949 in Berlin-Weißensee) ist ein deutscher Maler.

## Leben
Er studierte von 1973 bis 1976 an der Pädagogischen Hochschule, Hagen bei Walter Erben, von 1977 bis 1982 an der Kunstakademie in Münster bei Timm Ulrichs  und an der Universität Münster Philosophie. Nach dem 1. Staatsexamen Lehramt Gymnasium, einer Referendarzeit  von 1982 bis 1985 und dem 2. Staatsexamen Gymnasium (Kunst und Philosophie) war er von 1985 bis 2014 als Kunst- und Philosophielehrer am Albert-Schweitzer-Geschwister-Scholl-Gymnasium, Marl, tätig. Von 2002 bis zu seinem Ruhestand 2014 war er Studiendirektor und  Fachseminar-Leiter Kunst an den beiden Studienseminaren für das Lehramt an Gymnasien und Gesamtschulen, Recklinghausen und Gelsenkirchen (temporär auch am Seminar in Bocholt tätig). Bernhard Krug lebt in Dülmen.
In den 1970er Jahren zählte Krug zu den jungen Künstlern der „Neuen Landschaft“. Er beschäftigte sich in seinem Werk mit der Geschichte der Landschaftsmalerei selbst (Werkgruppe Die Grammatik der Landschaftsmalerei) und mit Fragen der Malerei an sich (BilderTagebuch). In seinem Werk greift er Traditionen der Landschaftsmalerei auf und entwickelt sie weiter. Dabei erscheinen seine Landschaften zunächst fiktiv – nur selten lassen sie sich auf eine konkrete Topografie beziehen.

## Kunstpreise und Stipendien
- 1973: Märkischer Kunstpreis, Karl-Ernst-Osthaus-Museum, Hagen
- 1979: Druckgrafik – Stipendium (Radierung und Lithografie) der Aldegrever-Gesellschaft, Münster in der Kupfertiefdruckerei Kätelhön, Wamel am Möhnesee
- 1980: Arbeitsstipendium Künstlerbahnhof, Bad-Münster
- 1982: Stipendium der Südlichen Weinstraße, St. Martin, Rheinland-Pfalz
- 1983: Kunstpreis für Malerei, Landau

## Ausstellungen (Auswahl)

### Einzelausstellungen
- 1969: Galerie Clauberg, Bochum
- 1971: Galerie Clasing, Münster
- 1973: Galerie Elefant, Bad Homburg (zusammen mit Friedrich Meckseper)
- 1974: Galerie Walther, Düsseldorf
- 1975: Galerie Academia, Salzburg,
- 1975: Städt. Galerie Sohle 1, Bergkamen (auch 1981),
- 1975: Junior Galerie, Düsseldorf,
- 1975: TWS-Galerie, Stuttgart
- 1976: Junior Galerie, Nürnberg, Werkstatt-Galerie, Wuppertal
- 1977: Galerie Schübbe, Düsseldorf (auch 1983 und 1986)
- 1978: Emschertalmuseum, Herne
- 1979: Galerie Oben, Hagen
- 1980: Städtische Galerie, Hof
- 1982: Städtische Galerie, Iserlohn
- 1987: Galerie Steinrötter, Münster (auch 1992 und 2000)
- 1988: Galerie Buchen, Berlin
- 1988: Landwirtschaftsverlag Münster, Halle Münsterland (SPD-Bundesparteitag), Münster
- 1990: Hoesch-Galerie, Hannover (Messe)
- 1992: Verlagshaus Handelsblatt, Düsseldorf
- 1993: Fritz-Winter-Haus, Ahlen und Kunstverein, Ahlen
- 1995: Präsentation der audio-visuellen Universalsymphonie „Hören & Sehen“, Zechenhalle Marl
- 1997: Oberfinanzdirektion Münster
- 2001–2005: Installation „Glasboot“, Marl, Kusadasi(Türkei), Creil (Frankreich), Pendle (GB), Zalaegerszeg (Ungarn), Bitterfeld
- 2003: Musee L’Espace Henri Matisse, Creil (F)
- 2009: Städt. Galerie Villa van Delden, Ahaus
- 2018: Emsdettener Kunstverein
- 2023: Galerie Kunstkontor, Hagen
- 2023: Bunker Museum, Hagen

### Gruppenausstellungen
- 1973   Karl-Ernst-Osthaus-Museum, Hagen, Haus der Kunst, München
- 1974   Kunsthalle Nürnberg, Städtisches Museum, Göttingen, Bergkamener Bilderbasar (auch 1978, 1980, 1982 und 1985)
- 1977   Westfäl. Landesmuseum, Münster (Westfälischer Kunstpreis für Grafik)
- 1978   Kunstverein Oldenburg (Kunst und Fotografie), Württembergischer Kunstverein,  Stuttgart (Regenbögen)
- 1979   Karl-Ernst-Osthaus-Museum, Hagen (Karl Ernst Osthaus-Preis)
- 1985   Städt. Museum, Landau (Kunstpreis)
- 1987   Nationalmuseum, Krakau (Ausstellung: „Deutsche Zeichner“)
- 1989   Kunstverein Zweibrücken (Kunstpreis)
- 1990   Werkstatt für künstlerischen Druck Kätelhön, Wamel-Möhnesee
- 1992   Galerie Steinrötter (Themenausstellung: „Engel“)
- 1994   Fritz-Winter-Haus, Ahlen
- 1996   Industrie- und Handelskammer, Münster
- 2000   Museum L’Espace Henri Matisse, Creil
- 2005   Kunsthalle Recklinghausen (Klasse Timm Ulrichs), Kunstakademie Münster
- 2022   Die Techniken der Druckgrafik, Kulturbahnhof Eller, Düsseldorf

## Werke (Auswahl)

### Grafikeditionen
- Galerie Walther, Düsseldorf
- Schöner Wohnen, Hamburg (in den Magazinen: 1974, 1975, 1977, 1980, 1981)
- Galerie & Edition Kerlikowsky, München
- Junior Galerie, Düsseldorf und Nürnberg
- Graphik International, Stuttgart
- Wissenschaftliche Buchgesellschaft, Darmstadt
- Galerie Academia, Salzburg
- Roth Händle Edition, München (1977 und 1978)
- Achenbach Art Consulting, Düsseldorf
- Aldegrever Gesellschaft, Münster (1978, 1980, 1984)
- Kunst Publik, München
- Handelsblatt, Düsseldorf
- Bunker Museum, Hagen

### Monografien und Kataloge
- 1974   Galerie Walther, Düsseldorf
- 1975   Galerie Academia, Salzburg
- 1981   Landschaften 1968–1980, Städt. Galerie Sohle 1, Bergkamen
- 1987   Galerie Steinrötter, Münster
- 1988   Landschaften bei Münster, Landwirtschaftsverlag, Münster
- 1990   Hoesch Galerie, Hannover (Messe)
- 1992   BilderTagebuch, Artconsult, Münster in Zusammenarbeit mit Handelsblatt, Düsseldorf und Fritz-Winter-Haus, Ahlen
- 1997   Grammatik der Landschaftsmalerei, Oberfinanzdirektion, Münster
- 2000   CD zu der Werkgruppe „Viaggio“
- 2005   Glasboot-Projekt, Marl (D), Zalaegerszeg (HUN), Bitterfeld (D), Kusadasi (TUR), Creil (FRA), Pendle (GB)
- 2017   Mein Liebermann, Ein Bilder-Dialog
- 2023   Bunker Museum, Hagen

### Plakatgestaltungen
- 1986: Internationales Tanztheater, Münster
- 1986–1993: Jazz-Festival, Münster
- 1987–1991: Neue Musik, WDR / Stadt Münster
- 1987: Politisch-kulturelle Woche, Ahlen
- 1989–1992: Stadtfest Ahlen
- 1988: SPD-Bundesparteitag, Münster
- 1991: Stadtkultur Holzminden

## Sammlungen (Auswahl)
- Städtisches Museum Göttingen
- Stadt Bergkamen
- Bundestag, Bonn / Berlin
- Forschungsministerium, Bonn
- Kultusministerium Rheinland-Pfalz, Mainz
- IBM, Hannover und Stuttgart
- Hoesch, Dortmund
- Hessische Landesbank, Frankfurt und Kassel
- Dresdner Bank, Frankfurt
- Westfäl. Genossenschaftsakademie, Münster
- TUI – Reisen, Hannover
- Nationalmuseum, Krakau
- Oberfinanzdirektion Münster
- Deutsche Bank, Düsseldorf und Münster
- Victoria Versicherungen, Düsseldorf
- Steigenberger Hotels
- Bundesfinanzschule, Münster
- Handelsblatt, Düsseldorf
- Buchungszentrale Westf. Sparkassen, Münster
- Wirtschaftsprüferkammer, Düsseldorf

Krug 12 17 07+

- Fritz-Winter-Haus, Ahlen
- Stadtsparkasse Witten
- Aggertalklinik, Engelskirchen
- Sparkasse Warendorf
- Fernuniversität, Hagen
- Westfälische Nachrichten, Münster
- Postbank, Bonn